# Махмадалиев, Мирали
Мирали Махмадалиев (10 марта 1914 года — 21 марта 2002 года) — советский организатор сельского хозяйства, председатель колхоза имени Ленина Восейского района Хатлонской области Таджикской ССР (1941—1999). Герой Социалистического Труда (1951). 

## Биография
Родился 25 февраля (10 марта) 1914 года. Сын крестьянина-бедняка.
С 1930 по 1935 год — пастух, с 1935 по 1937 год  — разнорабочий, с 1937 по 1939 год — бригадир, с 1940 по 1949 год — председатель колхоза им. Крупской Восейского района.
С 1950 года — председатель объединённого колхоза имени Ленина.
Добился высоких урожаев хлопка-сырца (свыше 35 ц/га). Мастер хлопка Таджикской ССР (1947). Герой Социалистического Труда (1951).
Награждён семью орденами Ленина, орденом Октябрьской Революции, двумя орденами Трудового Красного Знамени, государственными наградами Таджикистана — орденами Исмоили Сомони и Дружбы, а также многими медалями.
Депутат Совета Национальностей Верховного Совета СССР 5-го созыва, Совета Союза Верховного Совета СССР 6 и 7-го созывов.